# Attacca
Attacca (читај атака) је италијанска реч (итал. аttacca, фр. enchaînez) која значи изненада, наставити без паузе, надовежи одмах!
Attacca је императив који композитори стављају на крају дела композиције или њеног става да би усмерили извођача да пређе без паузе и предаха на следећи одељaк, тј. да га одмах надовеже на претходни.
Ову музичку ознаку често је користио један од највећих композитора свих времена, Лудвиг ван Бетовен у својим симфонијама, клавирским концертима и сонатама ("Соната квази Фантазија", V симфонија, 4. и 5. клавирски концерт). 
Овакву традицију наставили су Роберт Шуман, Густав Малер и многи други.